# محمد السيابي
محمد علي حميد السيابي المعروف باسم محمد السيابي (مواليد 21 ديسمبر 1988) هو لاعب كرة قدم عماني يجيد اللعب كلاعب وسط لصالح نادي الشباب ومنتخب عمان.

## روابط خارجية
- محمد السيابي على موقع قاعدة بيانات كرة القدم.إي يو (الإنجليزية)
- محمد السيابي على موقع ناشيونال فوتبول تيمز (الإنجليزية)
- محمد السيابي على موقع Soccerway.com (الإنجليزية)
- محمد السيابي على موقع كووورة